# 有本芳水

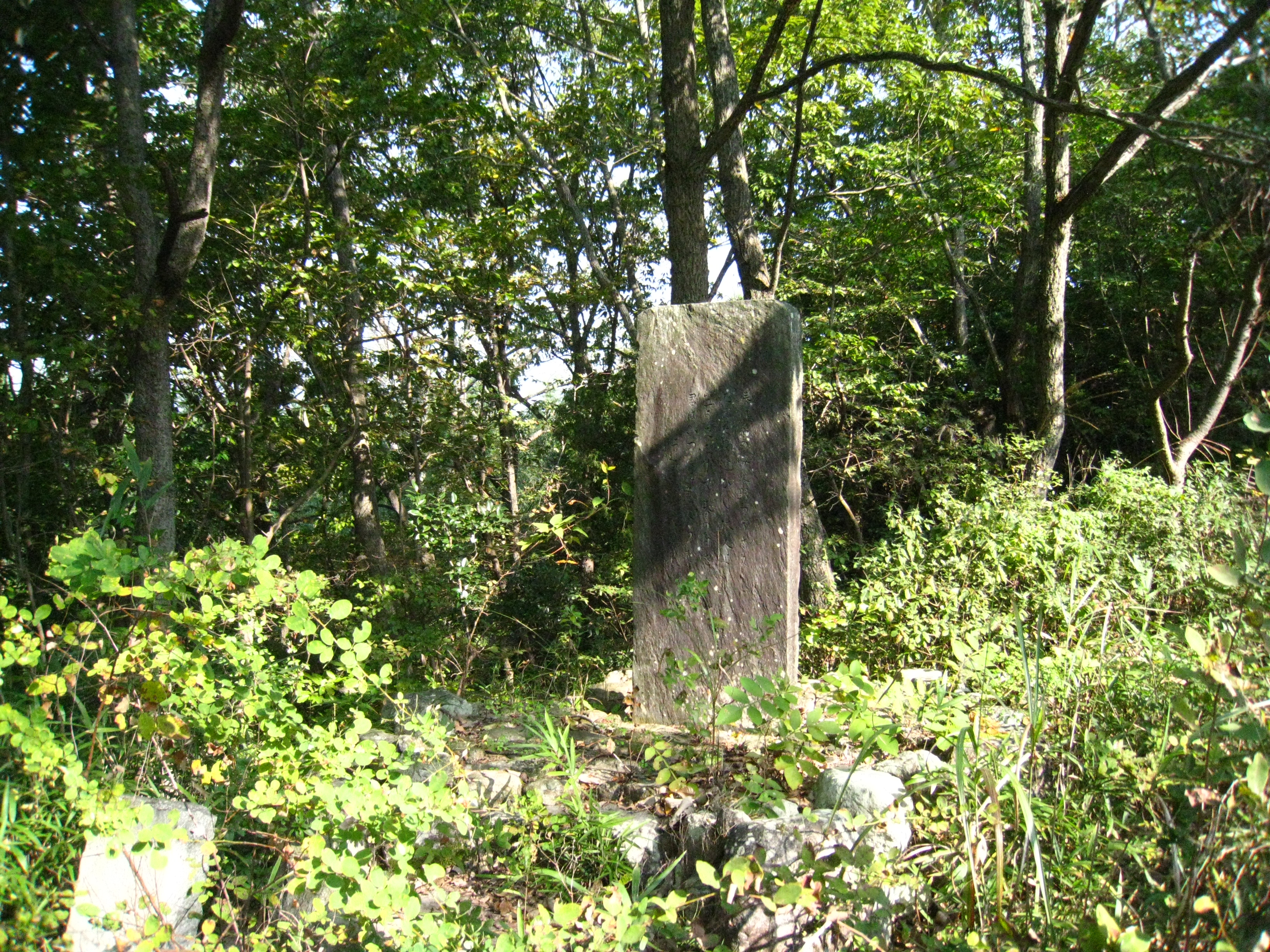
岡山市東区上道地区、丸山公園内にある有本芳水の詩碑

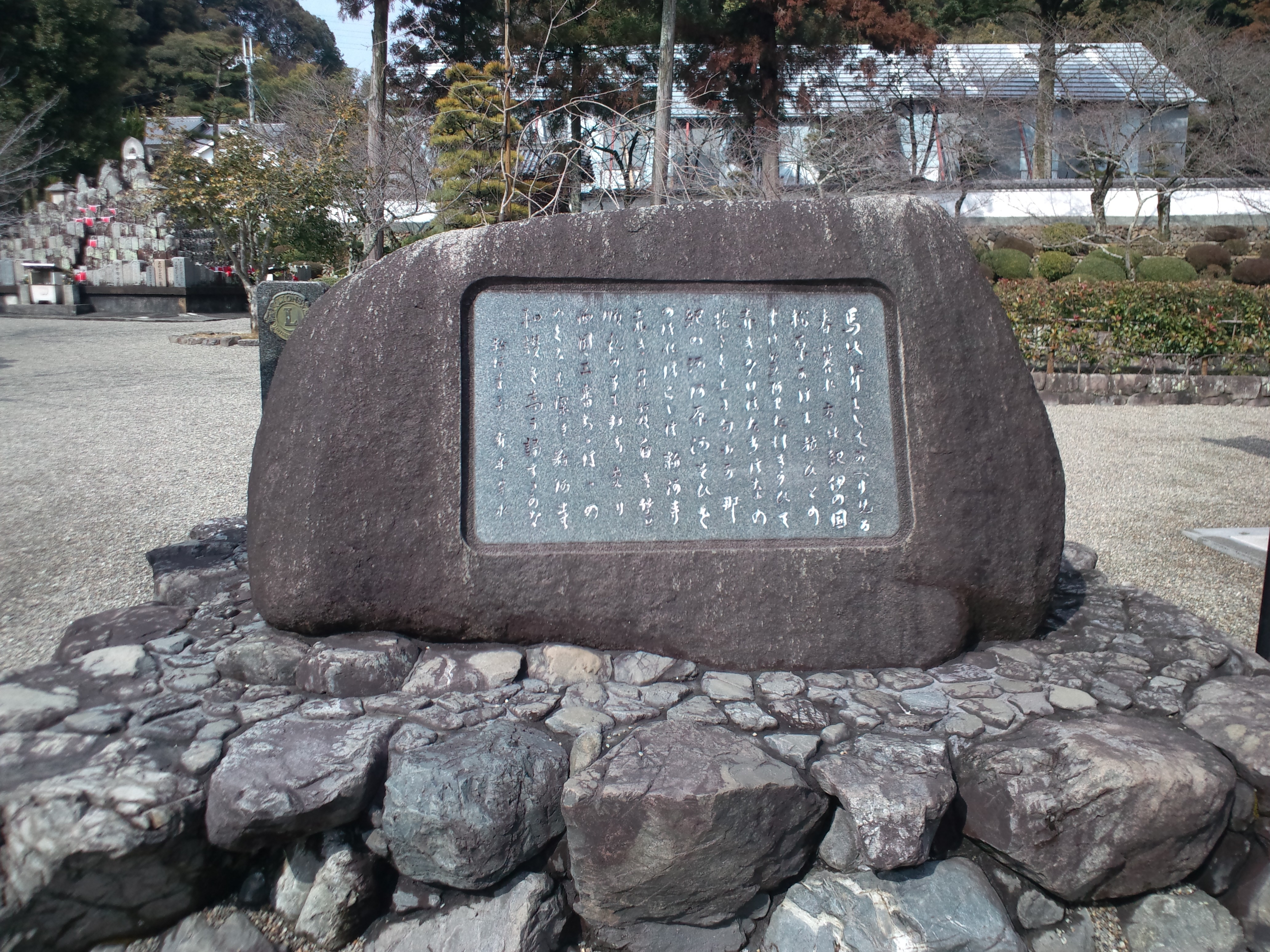
有本芳水の歌碑（和歌山県紀の川市・粉河寺）

有本 芳水（ありもと ほうすい、1886年（明治19年）3月3日 - 1976年（昭和51年）1月21日）は、日本の詩人・歌人である。

## 概要
本名歓之助、1886年（明治19年）3月3日、兵庫県飾西郡津田村（現・姫路市）に生まれる。
岡山市の関西中学校に入学。在学中から詩作をし、同人雑誌「白虹」に参加する。上京し、早稲田大学高等師範部を卒業後、実業之日本社に入り、「日本少年」主筆として活躍した。1905年に車前草社に入り、若山牧水、正富汪洋らと作歌。薄田泣菫、与謝野鉄幹、晶子らの先進を敬慕しつつ、「日本少年」に毎号発表した少年詩は少年の読者に愛誦され、文学者に多くの影響を与えた。
1913年（大正2年）4月、岡山県上道郡浮田村北方の井尻龍五郎・林夫妻の長女、清子と結婚。龍五郎は1911年（明治44年）に吉備商業学校（現・岡山商科大学附属高等学校）を創設するなど、岡山県の教育界に貢献した人である。
「日本少年」第14巻第8号を最後に、芳水は「実業之日本」の編集に従事することになった。「日本少年」を退いてもその誌上へは作品をたびたび載せていたが、多忙のため詩作からは全く遠ざかり、「実業之日本」編集長、同社取締役を経て1941年（昭和16年）退社した。
『芳水詩集』、『旅人』、『ふる郷』、『悲しき笛』など、実業之日本社より出版。『芳水詩集』は、竹久夢二の装幀挿画であり、仕事を通じて友情が長く続いた。岡山へ帰住後は、岡山の短大、大学に出講し、のちに岡山商科大学名誉教授となった。
夫人と二男一女に囲まれ悠々自適の生活を送っていたが、1945年（昭和20年）春、夫人の生家に疎開し、代々木の家を空襲で焼かれ、そのまま上道郡上道町北方、現在の岡山市東区上道地域北方を永住の地とした。

## ゆかりの地

### 岡山市東区上道地区
1945年（昭和20年）の春、上道町北方の夫人の生家に疎開したのを
きっかけに上道町に居を移した。
その後吉備学園の講師となり岡山商科大学・岡大などで講師をしているうちに
令息寛氏がなくなったのをきっかけに自分も「北方で眠りたい」と決意した。
姫路生まれの芳水は第2の故郷として上道町北方を永住の地と決めた。
1961年（昭和36年）10月27日、場所は上道町公民館（現岡山市立上道公民館）北側の丸山の松林の中に
芳水の詩碑が作られた。

## 著作
- 赤い地図 冒険小説 実業之日本社、1913
- 野球美談 東草水共著 実業之日本社、1913
- 『芳水詩集』実業之日本社、1914
- 『詩集旅人』実業之日本社、1917
- 『詩集ふる郷』実業之日本社、1918
- 『悲しき笛』実業之日本社、1919
- 詩集海の国 実業之日本社 1921
- 馬賊の唄  平凡社 1929 (少年冒険小説全集
- 利殖と金儲の近道 有本歓之助 実業之日本社 1932
- 誰にも出来る貯金法百種公開 有本歓之助 実業之日本社 1933
- 低金利時代の利殖と投資 有本歓之助 実業之日本社 1936
- 芳水詩集 少年少女詩集 実業之日本社 1960
- 続芳水詩集 旅人・ふる郷・悲しき笛抄 実業之日本社 1961
- 夢二頌  日本古書通信社 1976 (古通豆本
- 『笛鳴りやまず―ある日の作家たち』1986.6 (中公文庫)
- 馬賊の唄 少年小説大系 第14巻 三一書房 1995.7

## 詩碑
- 岡山市東区上道地区丸山の松林の中[8]
- 岡山市東区上道地区中尾　熱田八幡宮鳥居の側[9]
- 岡山市北区岡山後楽園内[10]
- 岡山市北区関西高等学校内[6]
- 桑名市住吉町[6]
- 和歌山県紀の川市　粉河寺

## 顕彰
姫路信用金庫の運営するひめしん文化会が地元出身の詩人ということで有本芳水の名を冠した「子どもの詩」のコンクールと賞を制定。毎年姫路市内の小学生を選出。